# Turneul Campionilor ATP 2015 – Simplu
Novak Djokovic este câștigătorul ultimelor trei ediții.

## Participanți
1. Novak Djokovic
2. Andy Murray (Grupă)
3. Roger Federer
4. Stanislas Wawrinka
5. Rafael Nadal
6. Tomáš Berdych (Grupă)
7. David Ferrer (Grupă)
8. Kei Nishikori (Grupă)

## Jucători de rezervă
1. Richard Gasquet (Nu a jucat)
2. John Isner (Nu a jucat)

## Turneul

### Faza eliminatorie

#### Semifinale
Roger Federer -  Stanislas Wawrinka 7-5, 6-3
 Rafael Nadal -  Novak Djokovic 3-6, 3-6

#### Finala
Roger Federer  -  Novak Djokovic   3-6, 4-6

### Grupe

#### Grupa Stan Smith
|   |                | Djokovic | Federer       | Berdych       | Nishikori     | Grupă V-Î | Set V-Î     | Game V-Î      | Loc |
| - | -------------- | -------- | ------------- | ------------- | ------------- | --------- | ----------- | ------------- | --- |
| 1 | Novak Djokovic |          | 5-7, 2-6      | 6-3, 7-5      | 6-1, 6-1      | 2-1       | 4-2(66,7%)  | 32-23(58,2%)  | 2   |
| 3 | Roger Federer  | 7-5, 6-2 |               | 6-4, 6-2      | 7-5, 4-6, 6-4 | 3-0       | 6-1 (85,7%) | 42-28 (60%)   | 1   |
| 6 | Tomáš Berdych  | 3-6, 5-7 | 4-6, 2-6      |               | 5-7, 6-3, 3-6 | 0-3       | 1-6 (14,3%) | 28-41 (40,6%) | 4   |
| 8 | Kei Nishikori  | 1-6, 1-6 | 5-7, 6-4, 4-6 | 7-5, 3-6, 6-3 |               | 1-2       | 3-5 (37,5%) | 33-43 (43,4%) | 3   |

Clasamentul este determinat de: 1) Numărul de victorii; 2) Numărul de game-uri; 3) Dacă doi jucători vor fi la egalitate se va lua în considerare rezultatul direct; 4) Dacă trei jucători vor fi la egalitate se va lua în considerare procentajul de seturi câștigate, apoi de game-uri câștigate, apoi rezultatele directe; 5) Clasamentul ATP

#### Grupa Ilie Năstase
|   |                    | Murray        | Wawrinka      | Nadal              | Ferrer             | Grupă V-Î | Set V-Î     | Game V-Î      | Loc |
| - | ------------------ | ------------- | ------------- | ------------------ | ------------------ | --------- | ----------- | ------------- | --- |
| 2 | Andy Murray        |               | 6-7(4-7), 4-6 | 4-6, 1-6           | 6-4, 6-4           | 1-2       | 2-4(33,3%)  | 27-33(45,0%)  | 3   |
| 4 | Stanislas Wawrinka | 7-6(7-4), 6-4 |               | 3-6, 2-6           | 7-5, 6-2           | 2-1       | 4-2 (66,7%) | 31-29 (51,7%) | 2   |
| 5 | Rafael Nadal       | 6-4, 6-1      | 6-3, 6-2      |                    | 6-7(2-7), 6-3, 6-4 | 3-0       | 6-1 (85,7%) | 42-24 (63,6%) | 1   |
| 7 | David Ferrer       | 4-6, 4-6      | 5-7, 2-6      | 7-6(7-2), 3-6, 4-6 |                    | 0-3       | 1-6 (14,3%) | 29-43 (40,4%) | 4   |

Clasamentul este determinat de: 1) Numărul de victorii; 2) Numărul de game-uri; 3) Dacă doi jucători vor fi la egalitate se va lua în considerare rezultatul direct; 4) Dacă trei jucători vor fi la egalitate se va lua în considerare procentajul de seturi câștigate, apoi de game-uri câștigate, apoi rezultatele directe; 5) Clasamentul ATP

## Legături externe
- en Site web oficial